# Jakvinta Barijska
Jakvinta (srbsko Јаквинта, latinizirano: Jakvinta) je bila po poroki s kraljem Konstantinom Bodinom od okoli 1081 do okoli 1130 kraljica soproga Duklje, * okoli 1060, † okoli 1130. 
Najbolj znana je po svoji vlogi v dukljanski državljanski vojni, v kateri je nasilno posegla v nasledstveno krizo po smrti svojega moža.

## Življenje
Jakvinta je bila hči Argirica, normanskega guvernerja Barija v grofiji Apuliji. Dukljanski kralj Mihajlo I. je kmalu po svojem kronanju leta 1077. izbral Jakvinto za ženo svojega sina Konstantina Bodina, ki se je pred kratkim vrnil iz ujetništva v Antiohiji. Po Annales Barenses sta se poročila aprila 1078, vendar se je to morda zgodilo tudi pozneje. Zakonska zveza je utrdila zavezništvo Duklje in normanske Italije proti Bizantinskemu cesarstvu.

### Kraljica
Mihajlo I. je umrl leta 1081. Nasledil ga je sin Konstantin Bodin.
Po pisanju Letopisa popa Dukljana je bila Jakvinta "močna in vplivna zakulisna vladarica". V Mihajlovem nečaku Branislavu je videla grožnjo možu in njunima sinovoma Mihajlu in Đorđu, ki sta bila še otroka, stara manj kot 15 ali 10 let. Branislav bi ob morebitni Konstantinovi smrti, preden bi sinova postala polnoletna, lahko ogrozil njen položaj in položaj njenih otrok. Svojega moža je zato pozvala, naj Branislava aretira. Ko je Branislav z bratom in sinom in brez spremstva prišel v Skader, so vse tri aretirali. Branislav je kmalu zatem umrl, šest njegovih bratov in šest sinov pa je bilo še vedno na prostosti. Azil jim je podelila Dubrovniška republika. Potem ko jih Dubrovnik ni hotel izgnati, je Konstantin začel oblegati mesto, med katerim je bil ubit kraljičin ljubljenec. Razjarjena Jakvinta je prepričala moža, da je ukazal zaprtega  Branislavovega brata in sina obglaviti pred mestnim obzidjem. Cerkvenim oblastem je sčasoma uspelo nekoliko pomiriti sprti strani, vendar se je Branislavova izgnana družina še naprej nameravala maščevati.

### Nasledstvena kriza
Ko je njen mož okoli leta 1101 umrl, je bila kraljica Jakvinta najbolj osovražena članica sprte kraljeve družine. Smrti je sledila nasledstvena vojna, v kateri se je vdova borila za svojega mladoletnega sina Đorđa proti štirim Konstantinovim polbratom. V vojni je leta 1103 zmagal Konstantinov nečak Vladimir Vojislavljević, kar pa ni prekinilo Jakvintinega spletkarjenja. Leta 1118 je v Kotorju Vladimirju dala odmerek počasi delujočega strupa. Umirajočega kralja so odpeljali v Skader, kamor mu je sledila, da bi zagotovila nasledstvo svojemu sinu. V Skadru je bil v ječi Jacintin svak Dobroslav, ki je bil v nasledstveni krizi  v letih 1101–1103 odstavljen in aretiran. Jacinta je za zastrupitev obtožila Dobroslava, vendar ni bila prepričljiva in Vladimir jo je izgnal. Ker je Jacinta pričakovala, da bodo po Vladimirjevi smrti Dobroslava osvobodili, je takoj po Vladimirjevi smrti ukazala Dobroslava v ječi kastrirati in oslepiti. Po pohabljenju so ga poslali v skadrski samostan. Po Đorđevem prevzemu oblasti je veliko Bizantincem naklonjenih članov kraljeve družine pobegnilo v Drač. Begunci so se kmalu zatem vrnili v Dukljo na čelu bizantinske vojske. Đorđa so odstavili, Jacinto pa odpeljali v Konstantinopel, kjer je v zaporu umrla.

## Otroci
Jakvinta in Konstantin Bodin sta imela sinova
- Mihajla, kralja Duklje 1101–1102, in
- Đorđa, kralja Duklje 1114–1118 in 1125–1131.